# Дикон, Бернард
Артур Бернард Дикон (англ. Arthur Bernard Deacon; 21 января 1903, Николаев — 12 марта 1927, остров Малекула, ныне Вануату) — британский антрополог.
Родился в семье англичанина, работавшего в Николаеве (Российская империя, ныне Украина) на верфи. В 1916 году отослан для продолжения образования в Англию. Окончил школу в Ноттингеме и Тринити-колледж Кембриджского университета; первоначально изучал естественные науки, но затем под влиянием А. К. Хэддона переключился на антропологию. Получив грант на полевые антропологические исследования в Океании, отправился в Австралию, читал лекции в Сиднейском университете. С 1926 года вёл работу на островах Амбрим и Малекула, где и умер от черноводной лихорадки. Его наставник Хэддон в некрологе для журнала Nature отмечал, что предварительные наработки Дикона выходили далеко за пределы того, что можно было ожидать от новичка в полевых исследованиях. Дикон похоронен на Малекуле у деревни Винтуа.
Несколько работ Дикона (но лишь одна прижизненно) были опубликованы в журнале Королевского антропологического института, однако преимущественно расшифровкой и обработкой его записей занималась после его смерти Камилла Уэджвуд, подготовившая к изданию книгу Дикона «Малекула: исчезающий народ Новых Гебрид» (англ. Malekula: a vanishing people in the New Hebrides). Появление этой книги вызвало судебный процесс, поскольку в ходе работы Уэджвуд по ошибке приписала Дикону некоторые полевые записи его предшественника на Малекуле Джона Лэйярда.
Рисунки Дикона, сделанные на Малекуле и зафиксировавшие местные обряды и обычаи, в том числе местную традицию рисования на песке, в 2013 году внесены по предложению Великобритании и Вануату в список объектов наследия проекта «Память мира».
Накануне отъезда из Англии Дикон объяснился в любви своей соученице по Кембриджу Маргарет Гардинер (1904—2005), дочери Алана Гардинера. Они вели переписку и собирались соединить свои жизни после возвращения Дикона, однако так больше и не увиделись. В 1984 году Гардинер опубликовала книгу воспоминаний о Диконе (англ. Footprints on Malekula: Memoir of Bernard Deacon), включающую и ряд писем Дикона к ней, рисующих тяжёлые условия его работы (в это время остров опустошали различные эпидемии).